# Amphisbaena microcephalum
Amphisbaena microcephalum là một loài bò sát trong họ Amphisbaenidae. Loài này được Wagler mô tả khoa học đầu tiên năm 1824.

## Hình ảnh

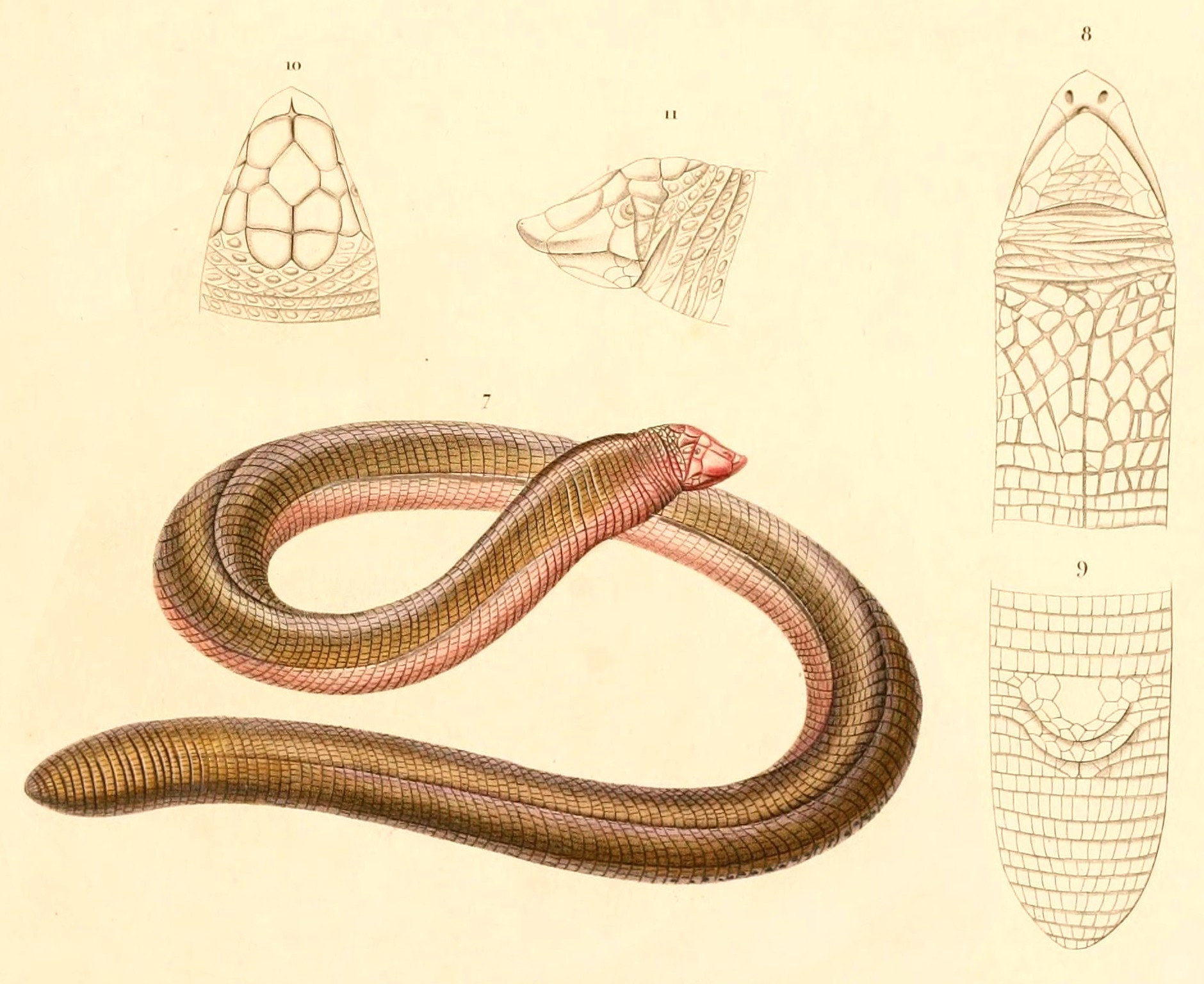